# Democrații Suedezi

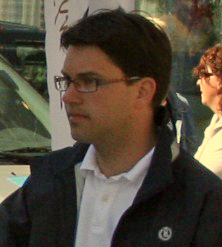
Liderul Partidui - Jimmie Åkesson

Democrații Suedezi (în suedeză Sverigedemokraterna) este un partid conservator de dreapta din Suedia, condus de Jimmie Åkesson, înființat pe 6 februarie 1988. Democrații Suedezi - este partidul care dorește limitarea imigrației non-europenilor pe teritoriul Suediei. 

## Ideologie
Democrații Suedezi includ politica liberalǎ privind migrația, islamizarea, globalizarea, și superputerea (UE), drept cele mai mari amenințări la adresa Suediei. Partidul pledează pentru păstrarea adevăratelor tradiții suedeze și consolidarea moralitǎții în societate, echitatea socială, reduceri de impozite pentru persoanele în vârstă și o conștientizare privind protecția a mediului, creșterea de sprijin financiar pentru cultura suedeză în opinia lor, amenințatǎ de strǎini. Partidul apără etica protestantă și familiile tradiționale și se opune adoptării de cǎtre homosexuali a copiilor care sunt în prezent permise de legislația suedeză. DS își numesc ideologia drept naționalistă și social-conservatoare.
DS susțin o politica de imigrație "responsabilǎ", o reducere semnificativă pentru refugiați și posibilități limitate de intrare în Suedia a rudelor  imigranților deja sosiți. Partidul insistă asupra unei pedepse mai stricte pentru crime, crearea unui registru public de persoane condamnate pentru pedofilie, îmbunătățirea stării materiale a pensionarilor.
În politica externă, Democrații Suedezi susțin acțiunile coaliției Statelor Unite și NATO în Afganistan și Irak, în favoarea unui atac militar asupra instalațiilor nucleare iraniene. DS sprijinǎ o politicǎ activǎ cu statul israelian, condamnând în mod repetat  contactactele politicienilor suedezi de stânga, cu membrii mișcărilor palestiniene.

## Rezultate electorale
| An   | Voturi   | Procentaj | Locuri obținute |
| ---- | -------- | --------- | --------------- |
| 1988 | 1,118    | 0.0%      | 0               |
| 1991 | 4,887    | 0.1%      | 0               |
| 1994 | 13,954   | 0.3%      | 0               |
| 1998 | 19,624   | 0.4%      | 0               |
| 2002 | 76,300   | 1.4%      | 0               |
| 2006 | 162,463  | 2.9%      | 0               |
| 2010 | 339,610  | 5.7%      | 20              |
| 2014 | 801,178  | 12.9%     | 49              |
| 2018 | 1135,627 | 17.53%    | 62              |
| 2022 | 1321,015 | 20.5%     | 73              |

## Legǎturi externe
- Site-ul oficial al Partidului
- Jimmie Åkesson pe Facebook
- Democratii suedezi: Islamul – cel mai mare pericol de dupa cel de al doilea razboi mondial[nefuncțională]
- Sverigedemokrat fick Israel-pris